# Iziphya mordvilkoi
Iziphya mordvilkoi är en insektsart som beskrevs av Quednau och Shaposhnikov 1988. Iziphya mordvilkoi ingår i släktet Iziphya och familjen långrörsbladlöss. Inga underarter finns listade i Catalogue of Life.